# Gomphomastax nigrovittata
Gomphomastax nigrovittata is een rechtvleugelig insect uit de familie Eumastacidae. De wetenschappelijke naam van deze soort is voor het eerst geldig gepubliceerd in 2008 door Usmani.